# Супертанкер
- Knock Nevis — супертанкер
- Emma Mærsk — контейнеровоз
- Queen Mary 2 — круизный лайнер
- MS Berge Stahl — балкер
- USS Enterprise — авианосец

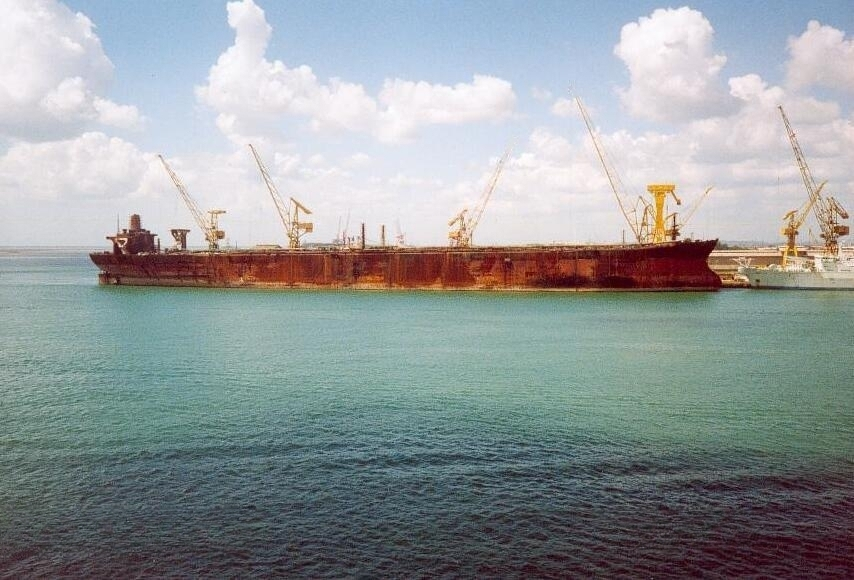
Супертанкер Seawise Giant, 1990 год.

Сравнение размеров крупнейших судов мира:
- Knock Nevis — супертанкер
- Emma Mærsk — контейнеровоз
- Queen Mary 2 — круизный лайнер
- MS Berge Stahl — балкер
- USS Enterprise — авианосец
.

Супертанкер — сверхкрупный океанский танкер, водоизмещением от 320 000 метрических тонн (см. дедвейт); используется для перевозки сырой нефти из порта загрузки в место перегрузки или непосредственно на нефтеперерабатывающий завод.
Супертанкер имеет обозначение по классификации — ULCC (Ultra-large crude carrier). Такие танкеры перевозят более 2 000 000 баррелей нефти (более 318 тысяч тонн).
Во времена «танкерного бума» (конец 1960-х — начало 1970-х годов) выдвигались предложения о строительстве судна дедвейтом один миллион тонн с ядерной силовой установкой.
По состоянию на 2013 год все супертанкеры длиной более 400 метров были выведены из эксплуатации, использовалось лишь несколько более коротких кораблей.
Наряду с транспортировкой нефти, в периоды снижения спроса на международные перевозки, супертанкеры иногда используются как гигантские плавучие хранилища нефти. В частности, под эти цели в начале 1991 года в связи с войной в Персидском заливе использовалось 65 супертанкеров; весной 2009 года, в связи с мировым экономическим кризисом и падением цен на нефть — 74 супертанкера (правда, из них 48 использовались как временные накопители компаниями, добывающими нефть на шельфе).

## Knock Nevis — крупнейший в мире супертанкер
Крупнейшим супертанкером на 1 января 2009 года являлся Knock Nevis, построенный в 1979 году (ранее известный как Seawise Giant, Happy Giant, Jahre Viking). Это судно имело дедвейт 564 763 тонны, что составляет 658 362 м³ (4,1 миллиона баррелей) нефти. Оно было утилизировано в 2010 году.
Длина танкера составляла 458,45 м, ширина — 68,86 м, осадка с грузом — 24,61 м. Максимальная скорость — 13 узлов, экипаж судна 40 человек. Тормозной путь судна составлял 10,2 км, а диаметр циркуляции — больше 3,7 км.
Осадка при полной загрузке не позволяла судну проходить не только Суэцким и Панамским каналами, но и Ла-Маншем (наименьшая глубина на фарватере 23,5 метра).

## Аварии супертанкеров
- Амоко Кадис